# 79 Ceti
79 Ceti – gwiazda w gwiazdozbiorze Wieloryba. Jest to podolbrzym oddalony od Ziemi o około 127 lat świetlnych.  W 2000 roku odkryto planetę 79 Ceti b, która krąży wokół tej gwiazdy.

## Charakterystyka
79 Ceti jest żółtym podolbrzymem, reprezentuje typ widmowy G. Ma masę taką jak Słońce, ale jasność 2 razy większą niż jasność Słońca, co wiąże się z bardziej zaawansowanym wiekiem tej gwiazdy, ocenianym na 7,76 miliarda lat. Wokół gwiazdy krąży planeta, gazowy olbrzym 79 Ceti b (HD 16141 b), o masie minimalnej mniejszej od masy Saturna (0,2 MJ). Została ona odkryta w 2000 roku i spośród znanych wówczas planet pozasłonecznych miała najmniejszą masę.
Podolbrzyma i jego planetę okrąża druga gwiazda tego układu, czerwony karzeł należący do typu M2,5 o masie 0,31 M☉, odległy o 223 au.